# Виша (річка)
Виша — річка в Білорусі у Світлогорському й Калинковицькому районі Могильовської області. Права притока річки Іпи (басейн Прип'яті).

## Опис
Довжина річки 39,3 км, похил річки 0,4 м/км, площа басейну водозбору 233 км², середньорічний стік 1 м³/с. Формується притоками та безіменними струмками.

## Розташування
Бере початок за 2 км на північно-західній стороні від села Пружинищи. Тече переважно на південний захід і за 1,5 км на південно-східній стороні від села Капличі впадає в річку Іпу, ліву притоку річки Прип'яті.